# Меджуриече
Меджуриече (серб. Међурјечје, босн. Međurječje) — населенный пункт (деревня) в общине Чайниче, который принадлежит энтитету Республике Сербской, Босния и Герцеговина. По результатам югославской переписи населения 1991 года в Меджурьече проживало 313 человек.

## Население
В 1991 году в деревне было 313 жителей; преобладали сербы, доля мусульман (боснийцев) лишь ненамного меньше:
- сербы — 157 человек (50,16 %);
- мусульмане — 151 человек (48,24 %);
- другие и неизвестно — 5 человек (1,60 %).